# Rohrkettenförderer
Ein Rohrkettenförderer ist ein maschinelles Fördersystem und wird ausschließlich zur Förderung von Schüttgütern eingesetzt. Er gehört zur Gruppe der sogenannten mechanischen Stetigförderer mit umlaufendem Zugmittel.

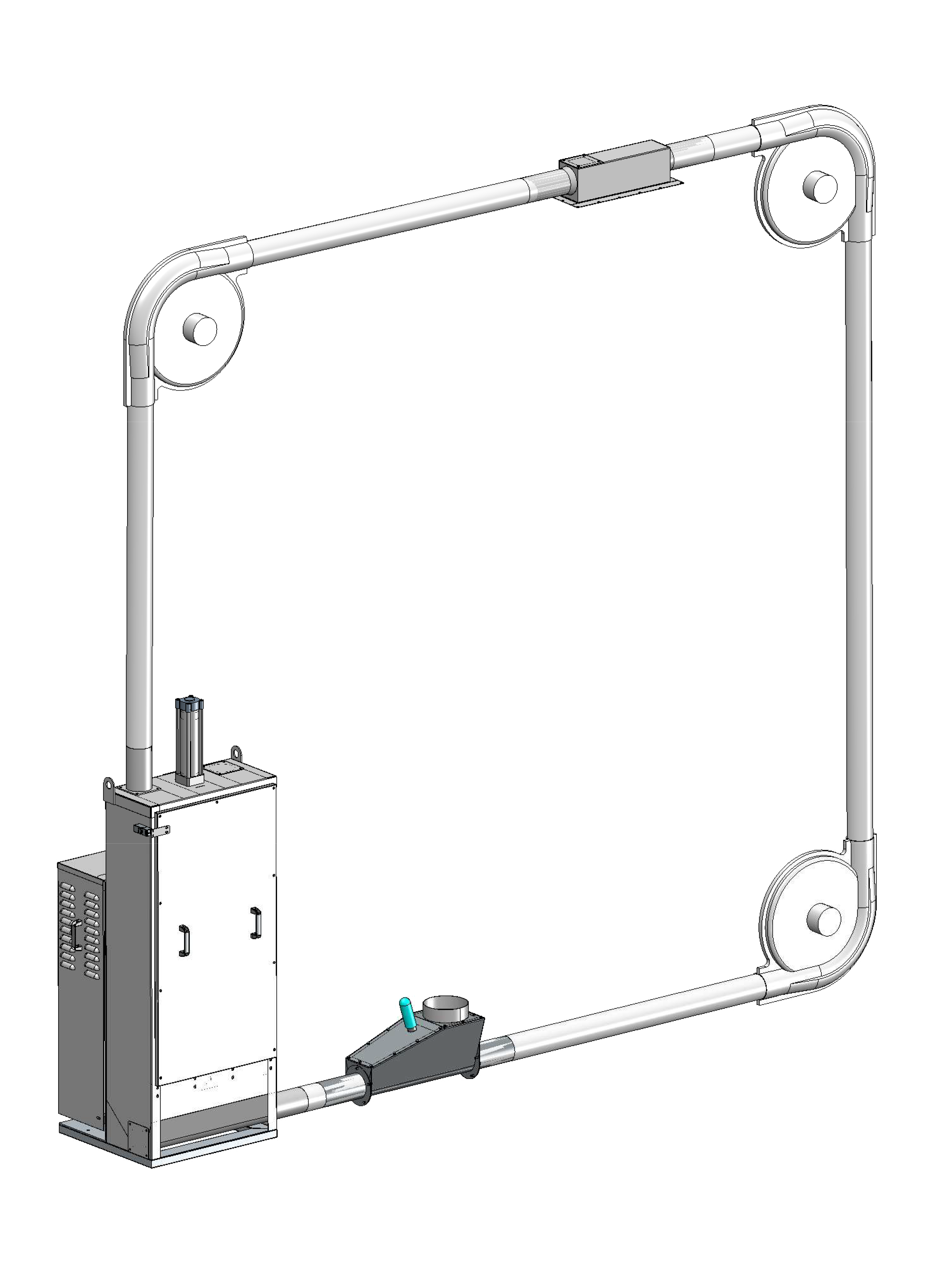
Ein Rohrkettenförderer für einen einfachen Förderweg mit Antriebsstation, Umlenkecken sowie Ein- und Auslauf.

Im Gegensatz zur herkömmlichen Fördertechnik ist mit dem Rohrkettenförderer eine waagerechte, senkrechte oder diagonale (und auch untereinander kombinierbare) Förderung möglich. Er lässt sich daher in beinahe allen Räumlichkeiten problemlos integrieren. Wegen seiner dreidimensionalen Konstruktion passt sich ein Rohrkettenförderer nahezu allen betrieblichen Gegebenheiten an.

## Aufbau und Funktionsweise
Grundbauteile des Rohrkettenförderers sind die Spannstation, eine Antriebsstation, das Rohrgehäuse auf der Förder- und Rücktrumseite und die umlaufende Förderkette mit in gleichmäßigen Abständen angebrachten Mitnehmerscheiben.
Die Förderkette wird durch das Rohrgehäuse hindurch geführt und transportiert das Fördergut deshalb besonders produktschonend. Durch die zahlreichen Förderscheiben entsteht ein sogenanntes Kapselwerk, das den Über- bzw. Unterdruck abbaut. In der Regel ist nahe der Spannstation im Fördertrumrohr ein Einlauf zur Aufnahme des Produktes angebracht. Der Auslauf, zur Abgabe des Fördermediums, befindet sich unterhalb der Antriebsstation.
Durch sein geschlossenes System agiert der Rohrkettenförderer staub-, gas- und druckdicht. Er ermöglicht einen sauberen Transport der Schüttgüter. In die Förderstrecke können beliebig viele Aus- und auch Einläufe integriert werden.

### Ausführungen
Damit der Rohrkettenförderer für unterschiedliche Förderleistungen anwendbar ist, wurden verschiedene Baugrößen entwickelt. Die Typenbezeichnungen leiten sich vom jeweiligen Rohrdurchmesser ab. Es gibt unter anderem den 60er, 76er, 80er, 100er, 116er, 150er, 168er, 200er, 250er, 273er und den 300er Typ Rohrkettenförderer. Durch diese verschiedenen Baugrößen lassen sich Schüttgüter bis zu einer Körnung von 100 mm, Schüttdichte bis über 7 t/m³ und Durchsätze bis zu 80 m³/h fördern.
Weitere Faktoren, die bei der Wahl des geeigneten Rohrkettenförderers berücksichtigt werden müssen, sind Produkteigenschaften (z. B. Temperatur, Schüttgewicht, Feuchte, Körnung und besondere Merkmale wie Abrasivität, Klebrigkeit usw.) sowie die Richtung und Länge der Förderstrecke.
Der Rohrkettenförderer ist in verschiedenen Bauformen wähl- und kombinierbar: in flacher (Rohre nebeneinander), stehender (Rohre übereinander) und/oder senkrechter Anordnung.
Die Streckenlimits unterscheiden sich sehr stark zwischen den Herstellern. Unter normalen Voraussetzungen liegt das Streckenlimit eines Rohrkettenförderers bei bis zu 60 m horizontal oder 40 m vertikal. Es gibt jedoch auch modernere Rohrkettenförderer, die bis zu 600 m weit fördern können.

### Anwendung
Weil der Rohrkettenförderer als platzsparendes und kostengünstiges Baukastensystem konstruiert ist, findet es inzwischen in fast allen Industriezweigen Anwendung, wie z. B. 
| - Aluminiumwerke - Baustoffwerke - Chemiewerke - Düngemittelindustrie - Farbenwerke | - Fleischmehlindustrie - Gipsfabriken - Heizkraftwerke - Kalkfabriken - Keramikindustrie | - Klärwerke - Kraftfutterindustrie - Kraftwerke - Kunststoffindustrie - Lebensmittelindustrie | - Müllverbrennungsanlagen - Papierfabriken - Rußwerke - Stahlwerke - Tierkörperverwertungen | - Waschpulverindustrie - Zementindustrie |

## Vorteile Rohrkettenförderer gegenüber konventioneller Fördertechnik
| - flexible Linienführung (dreidimensional) - staub-, gas- und druckdichte Förderung - Förderung hoch abrasiver, toxischer, explosiver, klebriger und chemisch aggressiver Produkte - lebensmittelecht ausführbar - geringer Energiebedarf - Zünddurchschlagsicherheit - Explosionsdruckstoßfestigkeit - alle Ausführungen gemäß ATEX möglich - Druckstoßfestigkeit - geringer Wartungsbedarf, hohe Standzeiten, geringer Verschleiß durch niedrige Kettengeschwindigkeiten | - geringer Platzbedarf - geringe Kornzerstörung, produktschonender Transport - Zwangsaustrag auch bei klebrigen Produkten möglich - hoher Selbstreinigungsgrad (totraumfrei) - homogene Silobefüllung (keine Entmischung) - Neustart im befüllten Zustand möglich - hoher Restentleerungsgrad, wodurch Produktwechsel möglich sind |

Während viele andere Förderaggregate Probleme mit der Senkrechtförderung haben, kann der Rohrkettenförderer auch hier problemlos eingesetzt werden. Dadurch, dass die Förderscheiben einen geringen Abstand zueinander haben, bilden sich im Senkrechtrohr Kammern, die den Produktschlupf der höher liegenden Kammer wieder auffangen. Hierdurch erreicht der Rohrkettenförderer bis zu 100 % seiner theoretisch errechneten Förderleistung.
Lediglich die Antriebsstation, das Rohrgehäuse, die Rohrbögen, die Umlenkecken und die Förderkette werden für die Vertikalförderung benötigt. Es ist keine Spannstation notwendig, weil sich die Kette durch ihr Eigengewicht von selbst spannt (Kostenersparnis).
Bewährt hat sich auch die birnenförmig gestaltbare Linienführung, um zum Beispiel Big Bags zu entleeren oder Förderbandrückstände wieder auf das Band zurückzugeben usw. Häufiger Einsatzort von Vertikal-Rohrkettenförderer ist die Silobefüllung.
Vorteile des Rohrkettenförderers zeigen sich auch in der Horizontalförderung oder bei individuellen Richtungswechseln. Je nach Erfahrung mit den zu fördernden Medien sowie mechanischer Belastbarkeit einzelner Bauteile lassen sich innerhalb einer Förderstrecke mehrere Richtungswechsel mittels Rohrbögen oder Umlenkstation realisieren.
Der Wartungsbedarf ist bei der Grundausstattung der Rohrkettenförderer extrem niedrig, so dass eine Wartung in Betrieben (angeblich) oft sogar vergessen wird. Lediglich die Kettenspannung sowie Verschleißteile müssen visuell an den Wartungsöffnungen – in großen Intervallen- überwacht werden.